# Eva Sakálová
Eva Sakálová (ur. 9 maja 1985 w Bratysławie) – słowacka aktorka. Jest znana z roli Lenki w serialu Ordinácia v ružovej záhrade.

## Kariera
Swój pierwszy występ teatralny miała w wieku szesnastu lat (Radošinské naivné divadlo). Niedługo potem zagrała w spektaklu Alicja v w krainie czarów (Słowacki Teatr Narodowy), a następnie brała udział w kolejnych przedstawieniach: Tančiareň, Popol a vášeň, Úklady by a láska. Występowała także w teatrach Nová scéna i Aréna.

## Filmografia
- 2003: Záchranári (serial telewizyjny)[4]
- 2007: Ordinácia v ružovej záhrade (serial telewizyjny)[3][4]
- 2008: Veľký rešpekt
- 2008: Malé oslavy
- 2010: Kriminálka Staré Mesto (serial telewizyjny)
- 2010: Dokonalý svet (serial telewizyjny)[3][4]
- 2010: Ratownicy (serial telewizyjny)[3]
- 2011: Delta (film studencki)
- 2012: Panelák (serial telewizyjny)
- 2013: Tančiareň[1]
- 2013: Dr. Dokonalý (serial telewizyjny)